# Jacob Batalon
Jacob Andres Batalon (Honolulu, 9 de octubre de 1996) es un actor filipino-estadounidense. Hizo su debut como actor en 2016 en la película North Woods como Cooper. Es conocido por interpretar a Ned Leeds en las películas del Universo cinematográfico de Marvel (UCM) Spider-Man: Homecoming (2017), Avengers: Infinity War (2018), Avengers: Endgame (2019), Spider-Man: lejos de casa (2019) y Spider-Man: No Way Home (2021), apareciendo también en la serie web The Daily Bugle (2019-2021). También interpretó a Keon en la película de Netflix Let It Snow (2019), y al personaje principal en la serie de televisión de Syfy Reginald the Vampire (2022-2024).

## Biografía
Jacob Batalon nació en Honolulu, Hawái. Hijo de padres filipinos, estudió actuación en el Conservatorio de Artes Dramáticas de Nueva York.

## Filmografía

### Película
| Año  | Título                         | Papel        | Notas |
| ---- | ------------------------------ | ------------ | ----- |
| 2016 | North Woods                    | Cooper       |       |
| 2017 | Spider-Man: Homecoming         | Ned Leeds    |       |
| 2018 | Avengers: Infinity War         | Ned Leeds    | cameo |
| 2018 | Cada día                       | James        |       |
| 2018 | Blood Fest                     | Krill        |       |
| 2018 | Banana Split                   | Jacob        |       |
| 2019 | Avengers: Endgame              | Ned Leeds    | cameo |
| 2019 | Spider-Man: lejos de casa      | Ned Leeds    |       |
| 2019 | The True Don Quixote           | Sancho Panza |       |
| 2019 | Let It Snow                    | Neon         |       |
| 2021 | Spider-Man: No Way Home        | Ned Leeds    |       |
| 2023 | Shortcomings                   | Gene         |       |
| 2024 | Lift: un robo de primera clase | N8           |       |
| 2024 | Tarot                          | Paxton       |       |
| 2025 | Novocaine                      | Roscoe Dixon |       |

### Televisión
| Año       | Título               | Papel    | Notas                                                   |             |
| --------- | -------------------- | -------- | ------------------------------------------------------- | ----------- |
| 2019      | Bubble Gang          | Need     | Episodio: "The Scavengers two-part anniversary special" | [ 7 ] [ 8 ] |
| 2020      | Day by Day           | Lucas    | Episodio: "#Annabelle ClarkeIs Over Party"              |             |
| 2020      | 50 States of Fright  | Simon    | Episodio: "Red Rum (Colorado)"                          |             |
| 2022–2024 | Reginald the Vampire | Reginald | Personaje principal                                     | [ 9 ]       |

### Serie Web
| Año        | Título          | Papel     | Notas                             |        |
| ---------- | --------------- | --------- | --------------------------------- | ------ |
| 2019; 2021 | The Daily Bugle | Ned Leeds | Cameo de la campaña Far From Home | [ 10 ] |